# Anomalopidae
Famille
Les Anomalopidae sont une famille de poissons de l'ordre des Beryciformes, équipés de photophores.

## Liste des genres
Selon World Register of Marine Species (8 mai 2018) :
- Anomalops Kner, 1868
- Kryptophanaron Silvester & Fowler, 1926
- Parmops Rosenblatt & Johnson, 1991
- Photoblepharon Weber, 1902
- Phthanophaneron Johnson & Rosenblatt, 1988
- Protoblepharon Baldwin, Johnson & Paxton, 1997

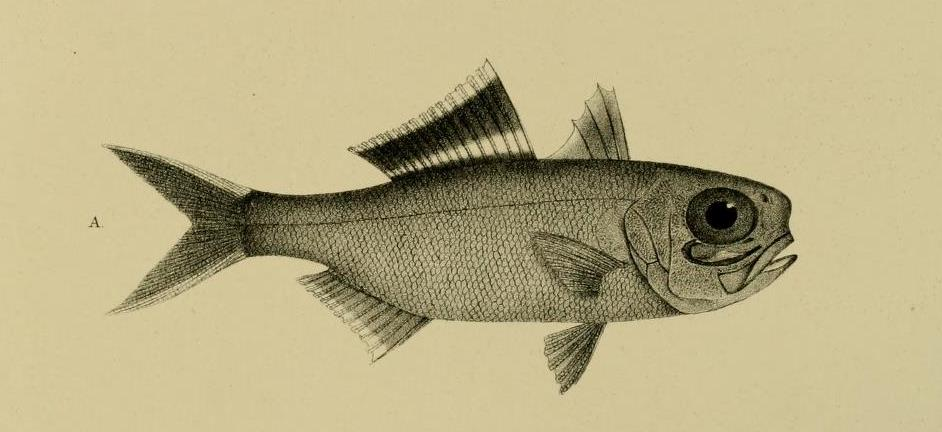
Anomalops katoptron
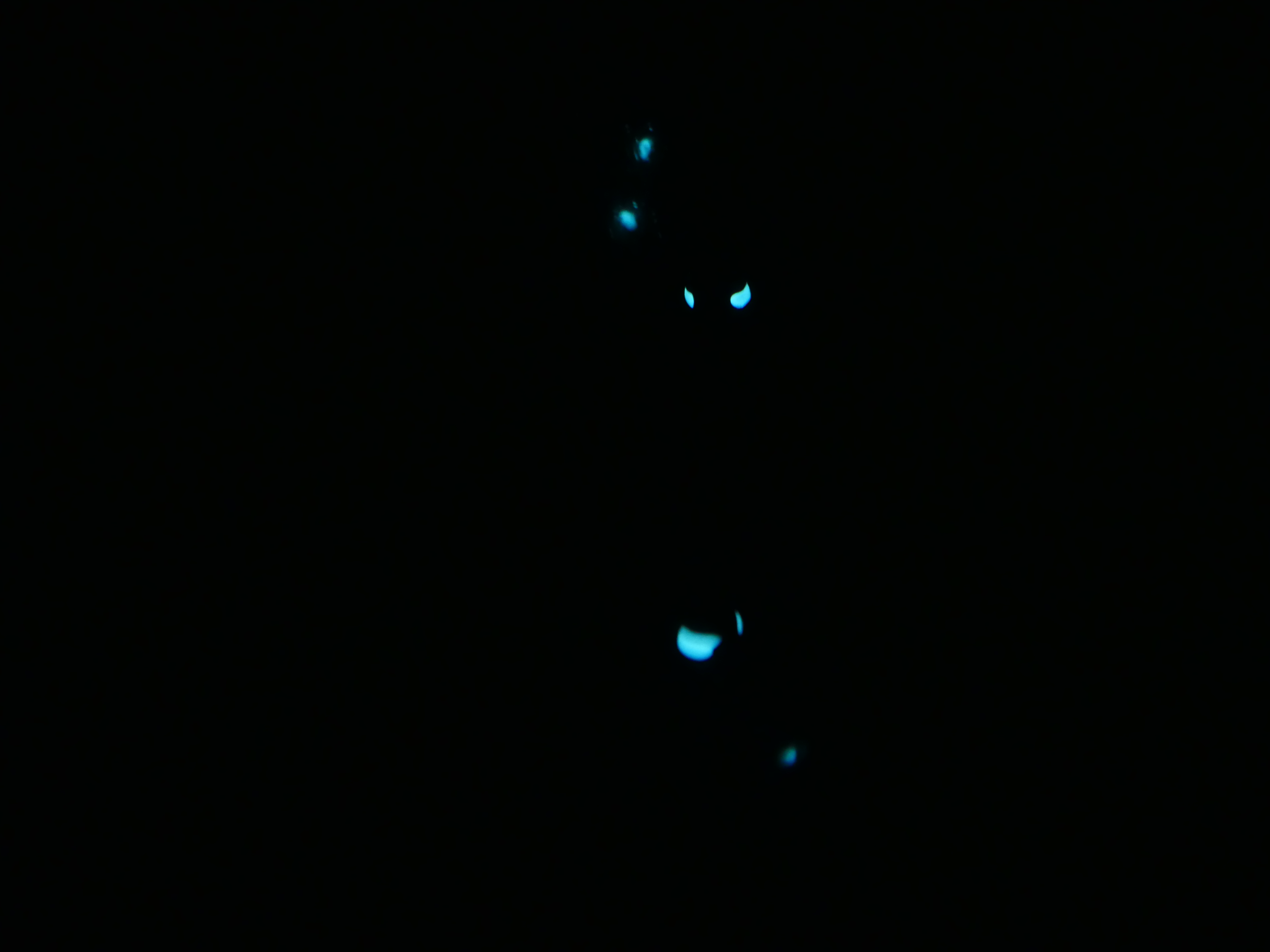
Photoblepharon palpebratum (dans l'obscurité)